# تمارا غورسكي
تمارا غورسكي هي ممثلة كندية، ولدت في 21 نوفمبر 1968 بوينيبيغ في كندا.

## أعمال

### أفلام
- (1997) قتل في 1600[4]
- (2010) الأيام الثلاثة القادمة

### مسلسلات
- الإخوة والأخوات

## وصلات خارجية
- تمارا غورسكي على موقع IMDb (الإنجليزية)
- تمارا غورسكي على موقع ألو سيني (الفرنسية)
- تمارا غورسكي على موقع أول موفي (الإنجليزية)
- تمارا غورسكي على موقع قاعدة بيانات الأفلام السويدية (السويدية)
- تمارا غورسكي على موقع قاعدة بيانات الفيلم (الإنجليزية)
- تمارا غورسكي على موقع كينوبويسك (الروسية)